# Grauw platlijfje
Het grauw platlijfje (Depressaria sordidatella) is een vlinder uit de familie van de grasmineermotten (Elachistidae). De wetenschappelijke naam werd in 1848 gepubliceerd door Johan Martin Jakob af Tengström.
De soort komt voor in Europa.